# Wedding anthem for Princess Anne

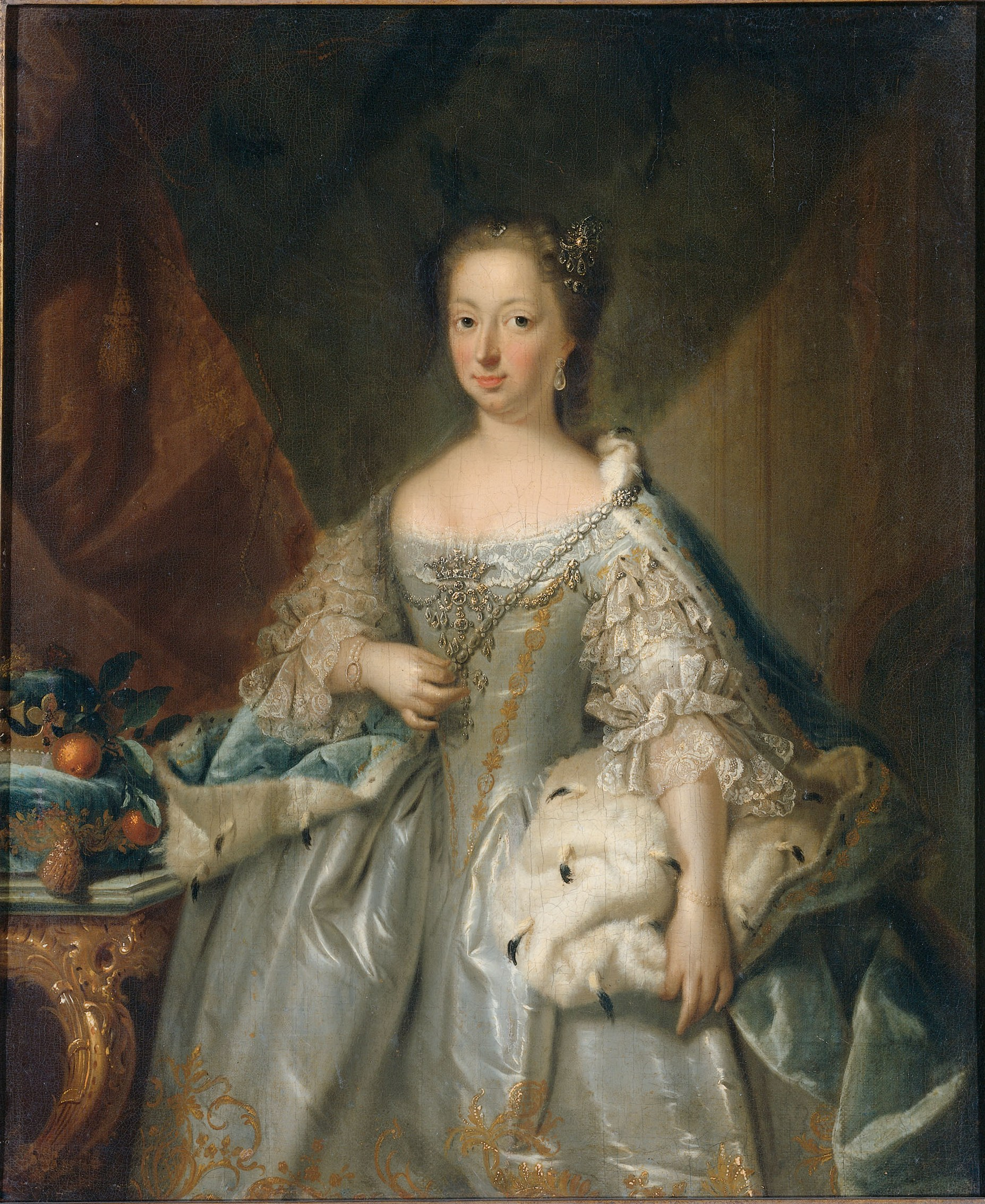
Anna, Princesa Reial i d'Orange

Wedding anthem for Princess Anne, HWV 262, This is the day which the Lord hath made, és un anthem per a veus solistes, cor i orquestra compost per Georg Friedrich Händel. Fou un encàrrec per a la cerimònia de casament d'Anna, Princesa Real i el Príncep Guilem IV de Orange-Nassau i va ser celebrada a la Capella Francesa en el Palau de St James, Londres, el 14 de març de 1734. La música és basa en textos en anglès seleccionats del llibres bíblics dels Salms, Proverbi i Eclesiàstic.

## Context històric
Händel, d'origen alemany, residia a Londres des del 1712 i havia aconseguit molt èxit com a compositor d'òperes italianes. Händel gaudia del patrocini dels monarques (Anna, Princesa Real, Jordi I i Jordi II i altres membres de la família real. Va rebre nombrosos encàrrecs per compondre obres de música pels serveis de culte per a les capelles reals, així com en les altres ocasions de la cort. Händel tenia una relació particularment càlida i estreta amb Anna, la princesa i filla més gran de Jordi II, que sostenia les temporades líriques de Händel. La princesa era una bona intèrpret i havia rebut classes de Händel, que no es dedicava a l'ensenyament però en el seu cas havia fet una excepció. La nit anterior al casament, la princesa, la resta de la família real i tota la cort van assistir al King's Theatre a la primera execució d'una òpera sencera, "Parnasso en festa", composta especialment per Händel per a l'ocasió. En aquest teatre se celebraven les temporades d'òpera italiana, amb els mateixos grans cantants lírics que formaven part del repartiment de l'òpera del moment, "Arianna in Creta".
La mateixa princesa va triar els textos biblics que Händel musicà. Es tracta d'una peça festiva, amb dobles cors; l'escriptura coral és a vuit veus, en comptes d'incorporar quatre solistes. Durant el servei de noces, mentre l'execució de l'himne de Händel s'estava duent a terme no hi van haver ni processons ni cerimònies ni cap altra activitat. Els reis i els altres espectadors presents van dedicar tota la seva atenció a la música de Händel.